# Gemelliporidra multilamellosa
Gemelliporidra multilamellosa är en mossdjursart som först beskrevs av Ferdinand Canu och Ray Smith Bassler 1923.  Gemelliporidra multilamellosa ingår i släktet Gemelliporidra och familjen Hippaliosinidae. Inga underarter finns listade i Catalogue of Life.